# NGC 878
NGC 878 est une lointaine et vaste galaxie spirale située dans la constellation de la Baleine. NGC 878 a été découverte par l'astronome américain Francis Leavenworth en 1886.

## Caractéristiques
Sa vitesse par rapport au fond diffus cosmologique est de 11 116 ± 47 km/s, ce qui correspond à une distance de Hubble de 164 ± 12 Mpc (∼535 millions d'al).
La classe de luminosité de NGC 878 est I.